# Бойовий ціп

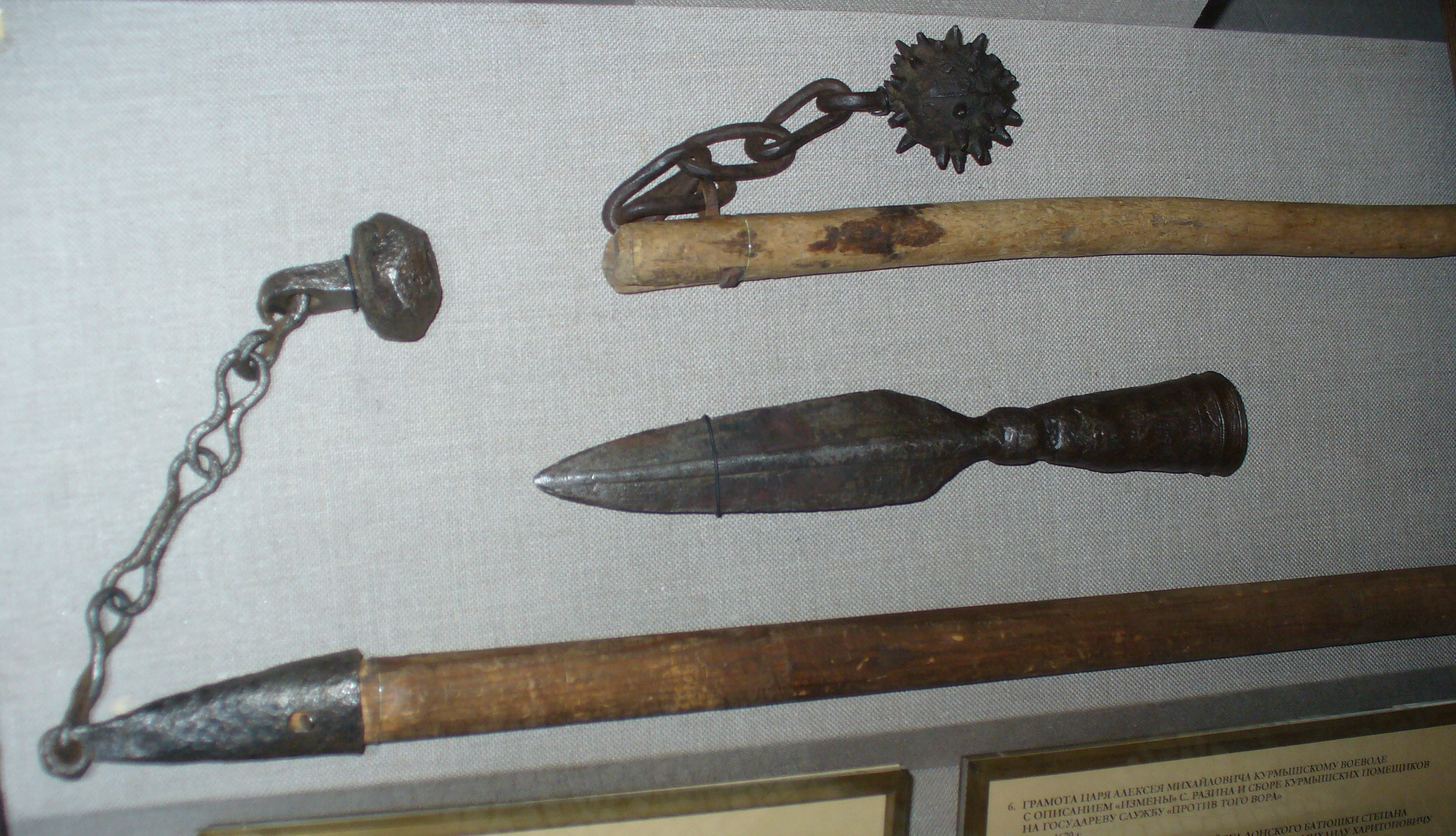
Бойові ціпи і наконечник для рогатини. Московія, XVII ст.

Бойови́й ціп — холодна зброя, яка була поширена як у Європі, так і в Азії. Має схожість з обушком, відрізняється від нього довшою бойовою частиною та коротшим з'єднальним ланцюгом.

## Історія

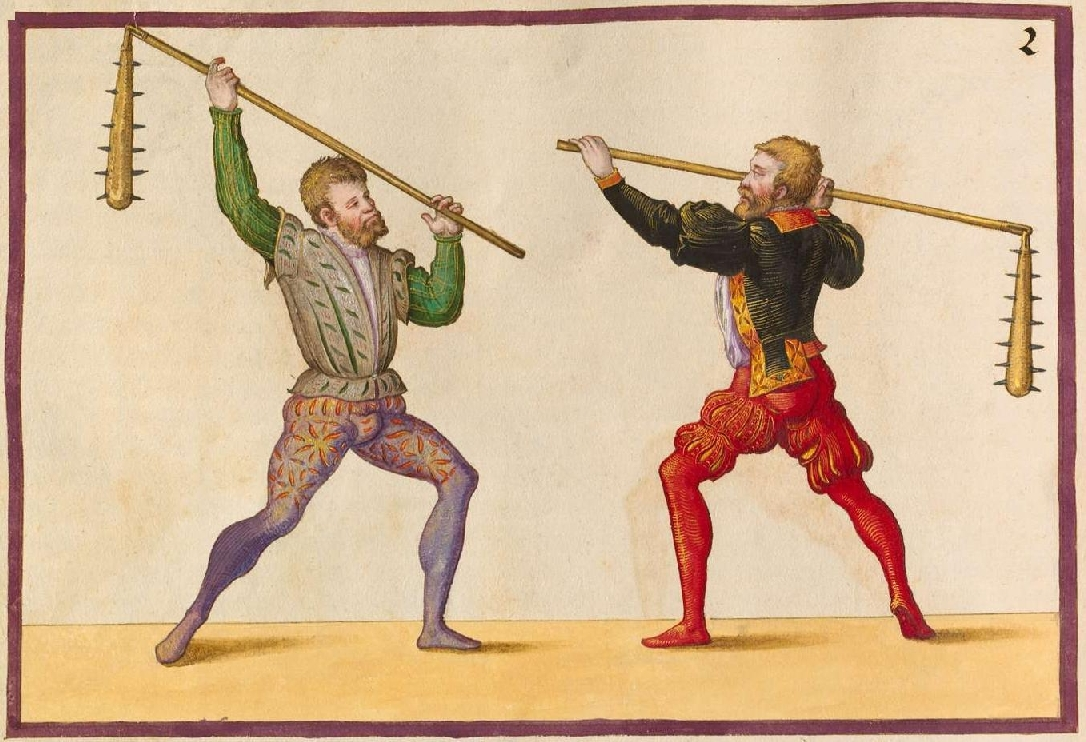
Ілюстрація з трактату De arte athletica («Про атлетичне мистецтво») П. Г. Майра, XVI ст.

Походить від сільськогосподарського ціпа для обмолоту зерна. У Європі він використовувався здебільшого селянами, бо ті чудово знали техніку молотіння, до того ж, на ціпи не поширювалася заборона на володіння зброєю. Широко застосовувався селянами-повстанцями по всій Європі. Широкого ужитку набув під час Гуситських воєн (1419—1436 р.р.). У гуситській армії бойовими ціпами (чеськ. bojový cep, okovaný cep) були озброєні цілі загони (так звані «cepníky» — «ціпники»), ця зброя виявилася вельми ефективною проти лицарів у обладунках. У Східній Азії зброя, аналогічна бойовим ціпам, була в ужитку в регулярній армії, причому не тільки у піхоті, але й у кінноті (Китай, Корея). Бойові ціпи традиційної форми перестали уживатися у зв'язку з відмовою від важких обладунків, але деякі їхні різновиди збереглися аж до наших днів (зброя східних бойових мистецтв).

## Будова
Бойовий ціп традиційної форми являє собою держак до 2 м завдовжки, до якого за допомогою ланцюга прикріплявся бияк циліндричної, прямокутної, рідше кулястої або грушеподібної форми. Держак міг оковуватися залізом на ділянці, прилеглої до бойової частині. Бияк робився як цільнометалевим, так і дерев'яним, окутим залізом, іноді споряджався шипами, гострими ребрами та гранями. Найпростішим варіантом був звичайний сільськогосподарський ціп з бияком, оббитим цвяхами. Бойові ціпи були досить важкою зброєю, частіше за все робилися дворучними.

## Різновиди

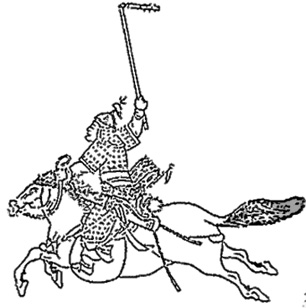
Вершник з ціпом шаоцзигунь. XVI—XVII ст.

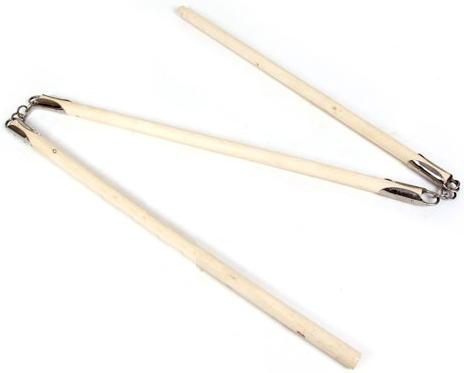
Саньцзегунь

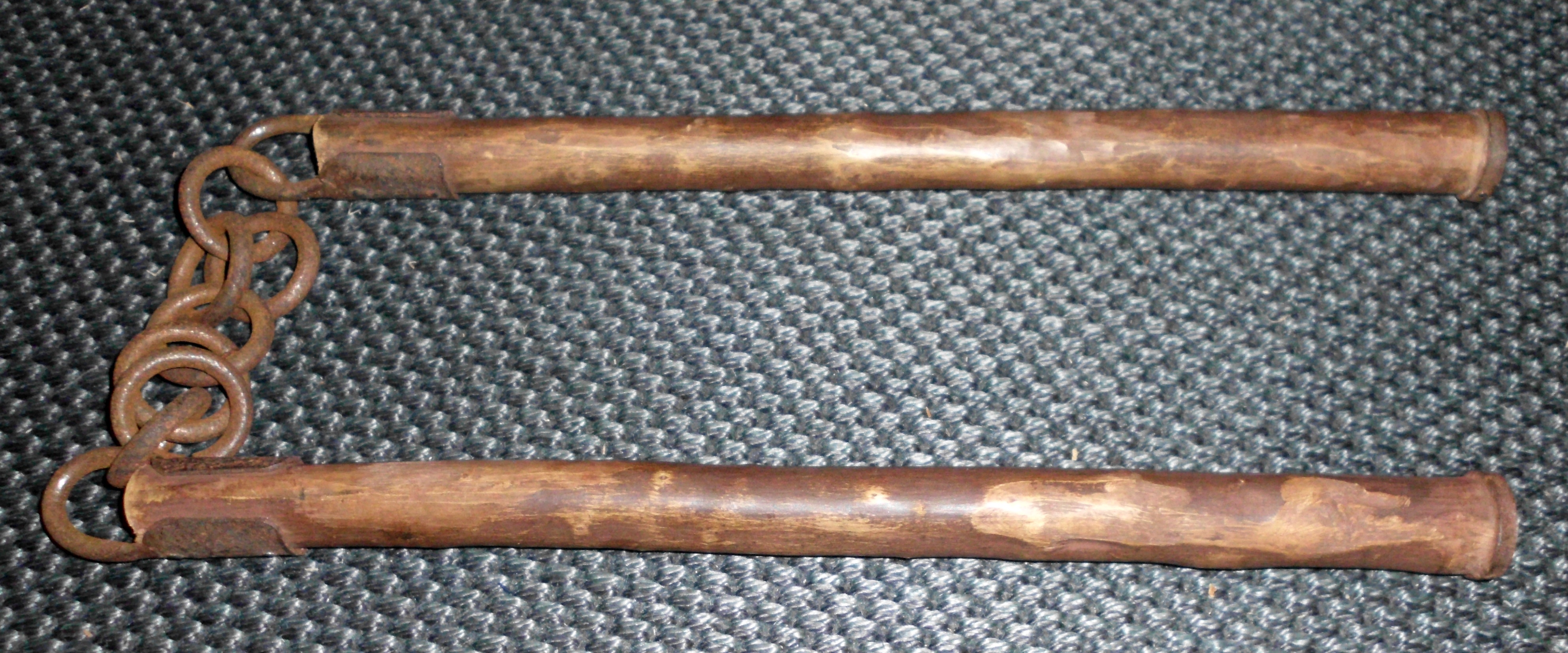
Нунчаку

- Багатоголовий ціп — бойовий ціп з кількома бияками на однім ціпилні. Поруч основного бияка кріпилися додаткові гирі, часто споряджені шипами;
- Дашаоцзигунь — китайський бойовий ціп з довгим ціпилном;
- Саньцзегунь — китайський бойовий ціп з трьох ланок;
- Шоусяоцзигунь — китайський короткий бойовий ціп;
- Шаоцзигунь — китайський бойовий ціп. Міг бути як традиційної форми, так і складеним з двох однакових ланок;
- Нунчаку (нунтяку) — японська зброя, схожа на маленький бойовий ціп з однаковими за довжиною ланками;
- Ерцзегунь (лянцзегунь, шуанцзегунь) — китайський аналог нунчаку;
- Ссанджольбон — корейський аналог нунчаку.